# Dwayne Evans
Dwayne Evans, född den 13 oktober 1958 i Phoenix, Arizona, är en amerikansk friidrottare inom kortdistanslöpning.
Han tog OS-brons på 200 meter vid friidrottstävlingarna 1976 i Montréal. 